# Sant Sebastià i Sant Roc
La Sant Sebastià i Sant Roc és una capella d'una sola nau al poble de Jorba i a la Plaça de la Font, al peu mateix de la carretera N-II, antic Camí Ral de Barcelona a Lleida. La façana que mira a la plaça té una porta amb llinda d'una sola peça, amb motllura de quart bosell, típica del segle XVII; les cantonades de la façana estan formades per carreus tallats d'arenisca; a la façana hi ha un ull de bou i les parets són a base de pedra poc treballada o sense escairar i amb morter. La coberta és construïda a base de teula àrab i el campanar és d'espadanya o de paret. La façana és estreta i la capella està adossada a la rectoria. Actualment és utilitzada com a magatzem de peces i material per a un futur museu.